# 巴特楚尔察赫
巴特楚尔察赫（德語：Bad Zurzach，發音：[baːd ˈtsʊrtsax] ⓘ）是瑞士阿尔高州曾经的一个市镇，面积6.52平方千米，2017年12月31日人口为4,242人。